# Helenactyna
Helenactyna là một chi nhện trong họ Dictynidae.